# Амберд
Амбе́рд (арм. Ամբերդ) — исторический комплекс на склоне горы Арагац в Армении из замка VII века и церкви XI века. Расположен на высоте 2300 метров над уровнем моря.

## История
Предполагается, что замок был основан князьями Камсаракан, затем замок перешёл во владения армянского военачальника Ваграма Пахлавуни. Впоследствии он был куплен армянскими правителями из династии Багратуни, превратившими замок в основной форпост своего царства. Церковь в нем была построена в 1026 году.
Впервые замок был захвачен турками-сельджуками в XI веке, а в 1236 году замок был окончательно разрушен монголами.
От замка вниз, в ущелье, вели многочисленные подземные ходы, некоторые из которых можно найти и сейчас. Также, в Амберде имелась система водопроводов, пока исследована лишь 4-километровая его часть, начало ещё не найдено.
Расположен замок Амберд на полпути до вершин Арагаца в красивом ущелье между двух рек.
3-этажный дворец занимал площадь около 1500 кв. м. Несмотря на то, что дворец частично разрушен, артефакты, найденные во время раскопок свидетельствуют о том, что дворец был богато декорирован.

## Галерея
- вид изнутри на церковь
- Общий вид церкви